# Julian Corrie
Julian Corrie (ur. 20 czerwca 1985 w Nottingham) – brytyjski muzyk, multiinstrumentalista, inżynier dźwięku, piosenkarz, producent i autor tekstów, członek indierockowego zespołu Franz Ferdinand. Znany również pod pseudonimem Miaoux Miaoux.

## Życiorys
Pochodzi z Nottingham. Część swojego dzieciństwa spędził w Peru, gdzie pracował jego ojciec.
Ucząc się gry na pianinie od najmłodszych lat, zainteresował się możliwościami muzyki opartej na samplach dzięki starszemu bratu, który zapoznał go z takimi zespołami jak Portishead i Propellerheads.
Studiował inżynierię dźwięku na University of Surrey w Guildford. W 2007 roku przeprowadził się Glasgow, aby odbyć staż w BBC. Podjął tam pracę jako inżynier dźwięku.
Zainteresował się sceną niezależną, gdy jego przyjaciel zaprosił go na wieczór z otwartym mikrofonem Sleazy'ego. Zaczął tam chodzić, gdzie poznawał ludzi takich jak Louis Abbott z Admiral Fallow i Ben TD z Open Swimmer.
W 2008 roku grał z indiepopowym zespołem Maple Leaves, zanim postanowił skupić się na własnym projekcie – Miaoux Miaoux. Pod tym pseudonimem tworzył muzykę indie-dancepopową. Pierwszy album studyjny, Rainbow Bubbles, wydał w 2007 roku. Tworzył także remiksy takich artystów, jak Silver Columns i Discopolis. Jego muzyka porównywana była do Erlenda Øye oraz zespołów Mogwai i New Order. Współpracował z wytwórnią Chemikal Underground.
W 2017 roku dołączył wraz z gitarzystą Dino Bardotem do indierockowego zespołu Franz Ferdinand. Podjął z nimi współpracę przy pisaniu piosenek i pracy twórczej jako klawiszowiec i gitarzysta. Pierwszą płytą studyjną, którą opracował wraz z zespołem, był album Always Ascending wydany 9 lutego 2018 roku w wytwórni Domino.

## Dyskografia

### Miaoux Miaoux
- Rainbow Bubbles (2007)[13]
- Light Of The North (2012)[14]
- School Of Velocity (2015)[14]

### Franz Ferdinand
- Always Ascending(inne języki) (2017)[12]
- The Human Fear(inne języki) (2025)[15]